# 1979-es Formula–1 argentin nagydíj
Az argentin nagydíj volt az 1979-es Formula–1 világbajnokság szezonnyitó futama.

## Futam
Az előzetes várakozások ellenére nem a Lotus, hanem a Ligier autói domináltak az év első időmérő edzésén, Argentínában: Laffite szerezte meg a pole-pozíciót a csapattárs Depailler előtt. Reutemann a harmadik, Jarier a negyedik helyről indult. A rajtnál mindkét Ligier az élen maradt, mögöttük azonban Watson és Scheckter összeütközött, a balesetbe pedig Pironi, Tambay és Piquet és belebonyolódott. A versenyt megszakították, majd az új rajtnál Depailler vette át a vezetést Jarier, a tartalékautóval versenyző Watson és Laffite előtt. A francia ezután a 11. körre visszaküzdötte magát az élre. Reutemann Jarier visszaeseése után megelőzte Watsont, majd a motorhibával küzdő Depaillert, így másodikként végzett a győzte Laffite mögött. Watson harmadik, Depailler negyedik lett.
| Helyezés | #  | Versenyző             | Csapat/Motor       | Körök | Idő/Kiesés oka        | Rajthely | Pontszám |
| -------- | -- | --------------------- | ------------------ | ----- | --------------------- | -------- | -------- |
| 1        | 26 | Jacques Laffite       | Ligier-Ford        | 53    | 1:36:03,21            | 1        | 9        |
| 2        | 2  | Carlos Reutemann      | Lotus-Ford         | 53    | +14,94                | 3        | 6        |
| 3        | 7  | John Watson           | McLaren-Ford       | 53    | +1:28,81              | 6        | 4        |
| 4        | 25 | Patrick Depailler     | Ligier-Ford        | 53    | +1:41,72              | 2        | 3        |
| 5        | 1  | Mario Andretti        | Lotus-Ford         | 52    | +1 kör                | 7        | 2        |
| 6        | 14 | Emerson Fittipaldi    | Fittipaldi-Ford    | 52    | +1 kör                | 11       | 1        |
| 7        | 18 | Elio de Angelis       | Shadow-Ford        | 52    | +1 kör                | 16       |          |
| 8        | 30 | Jochen Mass           | Arrows-Ford        | 51    | +2 kör                | 14       |          |
| 9        | 27 | Alan Jones            | Williams-Ford      | 51    | +2 kör                | 15       |          |
| 10       | 28 | Clay Regazzoni        | Williams-Ford      | 51    | +2 kör                | 17       |          |
| 11       | 22 | Derek Daly            | Ensign-Ford        | 51    | +2 kör                | 24       |          |
| Kiesett  | 12 | Gilles Villeneuve     | Ferrari            | 48    | Motorhiba             | 10       |          |
| Kiesett  | 31 | Héctor Rebaque        | Lotus-Ford         | 46    | Felfüggesztés         | 19       |          |
| Kiesett  | 17 | Jan Lammers           | Shadow-Ford        | 42    | Erőátvitel            | 21       |          |
| Kiesett  | 20 | James Hunt            | Wolf-Ford          | 41    | Elektronika           | 18       |          |
| Kiesett  | 4  | Jean-Pierre Jarier    | Tyrrell-Ford       | 15    | Motorhiba             | 4        |          |
| Kiesett  | 15 | Jean-Pierre Jabouille | Renault            | 15    | Motorhiba             | 12       |          |
| Kiesett  | 5  | Niki Lauda            | Brabham-Alfa Romeo | 8     | Üzemanyagrendszer     | 23       |          |
| Kiesett  | 16 | René Arnoux           | Renault            | 6     | Motorhiba             | 25       |          |
| Kiesett  | 11 | Jody Scheckter        | Ferrari            | 0     | Ütközés               | 5        |          |
| Kiesett  | 3  | Didier Pironi         | Tyrrell-Ford       | 0     | Ütközés               | 8        |          |
| Kiesett  | 8  | Patrick Tambay        | McLaren-Ford       | 0     | Ütközés               | 9        |          |
| Kiesett  | 6  | Nelson Piquet         | Brabham-Alfa Romeo | 0     | Ütközés               | 20       |          |
| Kiesett  | 24 | Arturo Merzario       | Merzario-Ford      | 0     | Ütközés               | 22       |          |
| NI       | 29 | Riccardo Patrese      | Arrows-Ford        |       | Baleset               | 13       |          |
| NI       | 9  | Hans-Joachim Stuck    | ATS-Ford           |       | Nem volt kész az autó |          |          |

## Statisztikák
Vezető helyen:
- Patrick Depailler: 10 (1-10)
- Jacques Laffite: 43 (11-53)

Jacques Laffite 2. győzelme, 2. pole-pozíciója, 2. leggyorsabb köre, 1. mesterhármasa (gy, pp, lk)
- Ligier 2. győzelme.

Elio de Angelis és Jan Lammers első versenye.